# Вадим Куценко
Вадим Куценко (нар. 16 березня 1977) — колишній узбецький тенісист.
Найвищу одиночну позицію світового рейтингу — 140 місце досяг 17 червня 2002, парну — 132 місце — 10 червня 2002 року.
Найвищим досягненням на турнірах Великого шолома було 2 коло в одиночному розряді.

## ATP Челленджер і ITF Ф'ючерс

### Титули (8)
| Легенда            |
| ------------------ |
| ATP Челленджер (4) |
| ITF Ф'ючерс (4)    |

### Одиночний розряд
| Ранг | Дата             | Турнір                  | Покриття | Суперник         | Рахунок       |
| ---- | ---------------- | ----------------------- | -------- | ---------------- | ------------- |
| 1.   | 1 грудня 1997    | Ахмадабад, Індія        | Тверде   | Герберт Вільчніґ | 6–1, 6–4      |
| 2.   | 29 грудня 1997   | Індія F1, Індія         | Тверде   | Дмитро Томашевич | 6–4, 6–4      |
| 3.   | 16 березня 1998  | Японія F1, Японія       | Ґрунт    | Мотомура Гоїті   | 6–4, 6–3      |
| 4.   | 9 листопада 1998 | Індія F4, Індія         | Тверде   | Олег Огородов    | 6–3, 6–3      |
| 5.   | 28 червня 1999   | Індонезія F3, Індонезія | Ґрунт    | В.П. Меєр        | 6–2, 6–2      |
| 6.   | 26 липня 1999    | Стамбул, Туреччина      | Тверде   | Невілл Годвін    | 6–4, 7–6(7–3) |
| 7.   | 21 лютого 2000   | Ахмадабад, Індія        | Тверде   | Орен Мотевассел  | 6–2, 6–4      |
| 8.   | 7 серпня 2000    | Тольятті, Росія         | Тверде   | Ігор Куніцин     | 6–4, 6–1      |